# Mariä Himmelfahrt (Stettfeld)

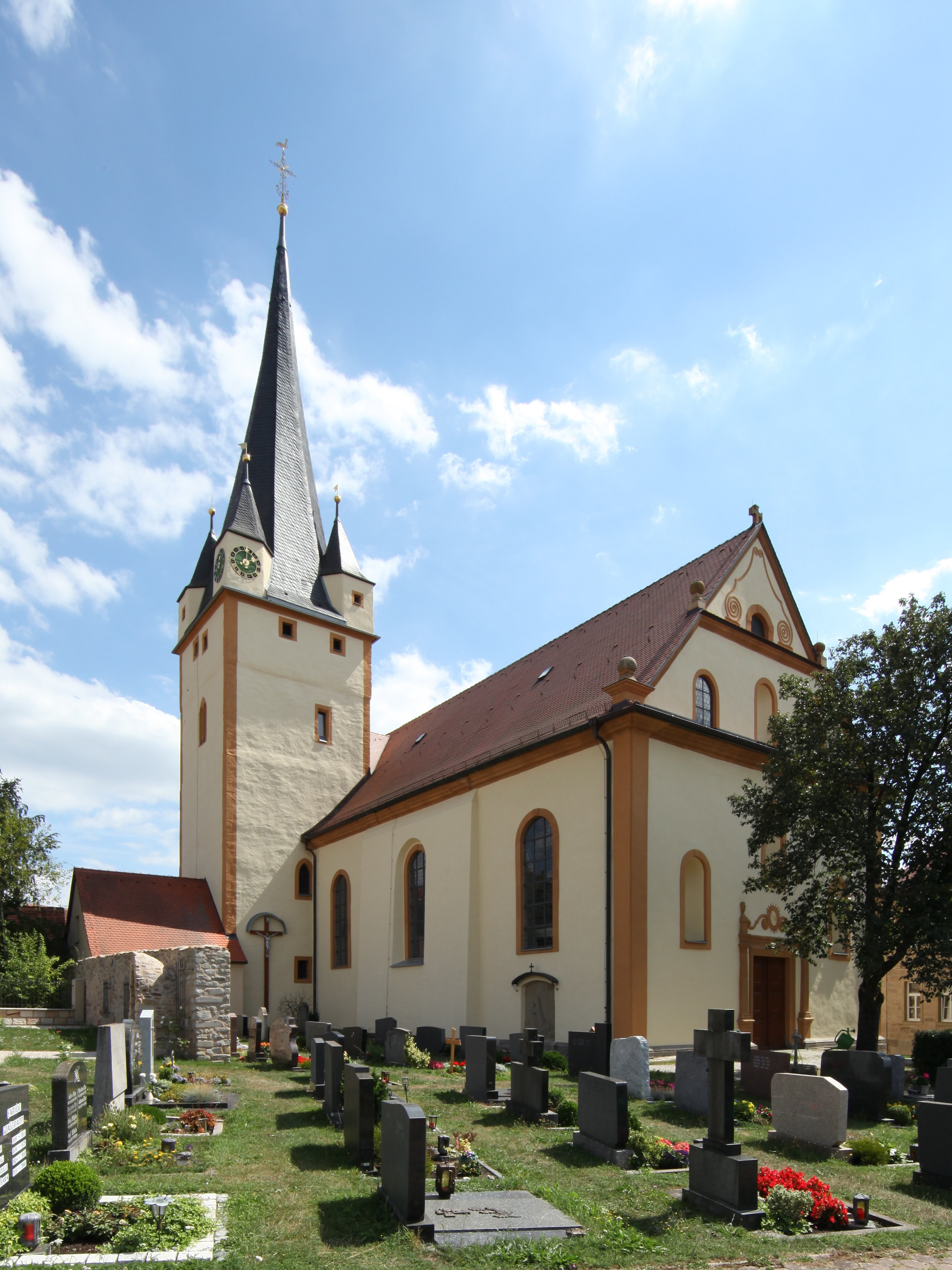
Mariä Himmelfahrt (Stettfeld)

Die römisch-katholische, denkmalgeschützte Pfarrkirche Mariä Himmelfahrt steht in Stettfeld, einer Gemeinde  im unterfränkischen Landkreis Haßberge (Bayern). Der Chor und Kirchturm stammen aus dem 15./16. Jahrhundert und sind spätgotisch. Die Pfarrei gehört zur Pfarreiengemeinschaft Maintal – Heilige Länder (Kirchlauter) im Dekanat Haßberge des Bistums Würzburg.

## Beschreibung
Die Saalkirche besteht aus einem Langhaus aus drei Jochen, das um 1730 nach Westen an den eingezogenen, dreiseitig geschlossenen Chor im Osten angebaut wurde, und einem quadratischen Chorflankenturm, dessen untere Geschosse auf einen Chorturm aus dem 13. Jahrhundert zurückgehen, an dessen Nordwand. Der ehemalige Chorturm wurde am Anfang des 18. Jahrhunderts aufgestockt und mit einem achtseitigen, schiefergedeckten Knickhelm bedeckt, der an den vier Ecken von kleinen Türmen flankiert wird, von denen einer die Turmuhr beherbergt. Zur Kirchenausstattung gehören ein überlebensgroßes Kruzifix, das um 1520 entstanden ist, und Statuen von Balthasar Esterbauer. Die um 1800 von Johann Kaspar Kirchner gebaute Orgel wurde 1914 durch eine Orgel von Eduard Hofmann mit 18 Registern, 2 Manualen und einem Pedal ersetzt.